# Jordi Coll
Jordi Coll, all'anagrafe Jordi Coll Serra (Mataró, 6 settembre 1985), è un attore, cantante, ballerino e modello spagnolo.

## Biografia
Jordi Coll è nato il 6 settembre 1985 a Mataró, in provincia di Barcellona (Spagna), dopo il liceo si iscrive alla facoltà di sociologia, ma presto interrompe gli studi. Successivamente, per tre anni, frequenta la scuola di recitazione, danza e canto di Coco Comin a Barcellona, specializzandosi in musical.

## Carriera
Jordi Coll dopo aver recitato in alcuni cortometraggi, esordisce come attore teatrale. Tra il 2007 e il 2008 recita in Fama, el Musical. Il suo primo ruolo televisivo lo ha ottenuto nella serie catalana Infidels, in cui recita dal 2010 al 2011. Tra il 2011 e il 2013 recita in Grease, el Musical, in cui è il protagonista nel ruolo di Danny Zuko.
Nel 2012 entra a far parte del cast nella soap opera Il segreto (El secreto de Puente Viejo), prodotta da Antena 3, nel ruolo da protagonista di Don Gonzalo Valbuena, alias Martin Castro, giovane sacerdote che, giunto a Puente Viejo, si innamora di María Castañeda, interpretata da Loreto Mauleón. Nel 2015 lascia la soap assieme proprio all'attrice. Sempre nel 2015 debutta sul grande schermo con il film Pasión Criminal diretto da Rubén Dos Santos.
Nel 2015 ha recitato nella serie El ministerio del tiempo. L'anno successivo, nel 2016, ha recitato nella serie El incidente.
Nel 2016 e nel 2017, entra a far parte della soap opera Una vita (Acacias 38), prodotta da TVE, nel ruolo del maggiordomo Simón Gayarre.
Nel 2018 e nel 2019 ha recitato nella serie La otra mirada. Nel 2021 ha recitato nelle serie Merlí: Sapere Aude e El inocente. L'anno successivo, nel 2022, ha recitato nelle serie Madres. Amor y vida e in Storie per non dormire (Historias para no dormir).

## Vita privata
Jordi Coll il 30 luglio 2011 si è sposato con Marta Tomasa Worner, conosciuta sul palcoscenico del musical Fama e co-protagonista nel musical  Grease nel ruolo di Frenchy. La coppia ha due figli, Jael, nata il 15 luglio 2015, e Pau, nato il 3 luglio 2017.

## Filmografia

### Cinema
- Pasión criminal, regia di Rubén Dos Santos (2015)

### Televisione
- dInfidels – serie TV, 14 episodi (2010-2011)
- Il segreto (El secreto de Puente Viejo) – soap opera, episodi 381-930, 998-1000 (2012-2015, 2018)
- El ministerio del tiempo – serie TV, 1 episodio (2015)
- El incidente – serie TV, 7 episodi (2016)
- Una vita (Acacias 38) – soap, episodi 404-676 (2016-2017)
- La otra mirada – serie TV, 13 episodi (2018-2019)
- Merlí: Sapere Aude – serie TV, 8 episodi (2021)
- El inocente – serie TV, 4 episodi (2021)
- Madres. Amor y vida – serie TV, 8 episodi (2022)
- Storie per non dormire (Historias para no dormir) – serie TV, 1 episodio (2022)
- La Promessa (La promesa) - soap opera, 3 episodi (2023-2025)
- Ritorno a Las Sabinas (Regreso a Las Sabinas) - soap opera, 46 episodi (2024-2025)

### Cortometraggi
- Desguace, regia di David Orea (2022)

## Teatro
- Fama, el Musical (2007-2008)
- Un cau de mil secrets (2009-2010)
- Hair, Peace, Love & Rock Musical (2010-2011)
- Grease, el Musical (2011-2013)
- Mierda de artista (2014-2015)
- Molt soroll per no res (2015-2016)

## Programmi televisivi
- Tu cara me suena 6 (2016) – Invitato
- Tu cara me suena 7 (2018-2019) – Concorrente
- Tu cara me suena: Concierto de año nuevo (2019) – Concorrente

## Doppiatori italiani
Nelle versioni in italiano dei suoi film e delle sue serie TV, Jordi Coll è stato doppiato da:
- Luca Ferrante[13] ne Il segreto,[14] Una vita,[15] La Promessa